# Fondo di Investimento Alternativo
Der Fondo di Investimento Alternativo (kurz FIA; gemeinhin Fondo Atlante) ist ein Fonds zur Rettung italienischer Banken. Der Fonds untersteht dem Quaestio Capital Management und hat drei Ziele: Er soll die Kapitalerhöhung der Geldinstitute garantieren, die von Aufsichtsbehörden gefordert wurde. Er soll außerdem faule Bankkredite verwalten und er soll das Bankensystem wieder sicherer machen, damit Investoren wieder sicher agieren können. Der Fonds wurde geteilt, so dass die Bankenrettung dem Atlante 1 zuteilwurde und die Kredite im Atlante 2 gebündelt werden.